# 果醬
果醬（英語：jam），以水果、蔬菜、食糖、蜂蜜和果膠製成，經常可長期進行罐裝或密封儲存。全球各國對果醬的水果及含糖量有不同的規定，美國和歐盟均規定水果成分最少有50%才可以稱作果醬銷售。
在全球製作了許多果醬品種，包含如草莓、杏桃、番茄和南瓜的甜果醬，其使用原料和準備方式決定了果醬和果凍種類，根據使用的水果的不同而有所變化；在英語中，“保留”(preserves)一詞的複數形式，用來描述所有類型的果醬和果凍。